# فا ذات لوانج

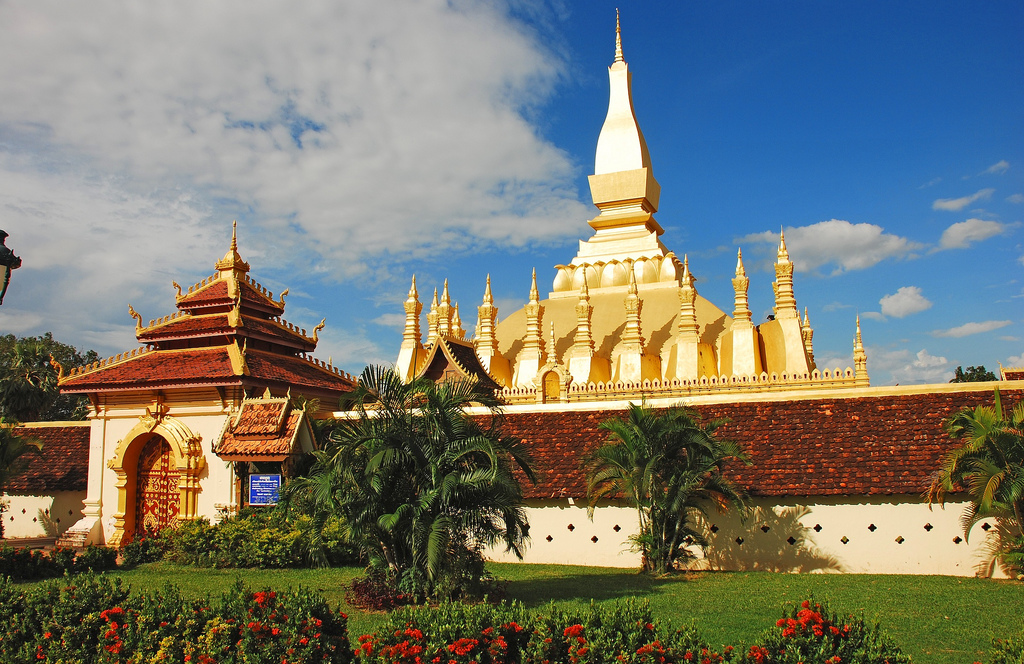
أن لوانغ

فا ذات لوانج (باللاوية: ວຽງຈັນ or ທາດຫຼວງ) (بالإنجليزية: Pha That Luang)‏ هو ستوبا بوذية كبيرة مغطاة بالذهب في وسط مدينة فينتيان، لاوس. منذ إنشائه الأولي، الذي يعتقد أن يكون في القرن الثالث، خضع المعبد للعديد من عمليات الترميم وإعادة البناء أجددها حدث في الثلاثينيات من القرن العشرين، وذلك بسبب الغزوات الأجنبية المتكررة للمنطقة. يعتبر المعبد بشكل عام أهم نصب تذكاري وطني في لاوس ورمز وطني.

## التاريخ

فا ذات لوانج في مدينة فينتيان

وفقًا لشعب لاوس فإن معبد فا ذات لوانج بني في الأصل كمعبد هندوسي في القرن الأول. يعتقد أن الإمبراطور أشوكا قد أرسل مبشرين بوذيين من الإمبراطورية الماورية إلى المعبد، والذين أحضروا بقايا مقدسة (يعتقد أنها عظم الصدر) تابعة لبوذا إلى المعبد. أعيد بناؤه في القرن الثالث عشر كمعبد للخمير، ولكنه تدمر وأصبح خراباً. 
في منتصف القرن السادس عشر، قام الملك ساتاثيرات بنقل عاصمته من لوانغ برابانغ إلى فينتيان، وأمر ببناء فا ذات لوانغ عام 1566. أعيد بناؤه على بعد حوالي 4 كم من مركز فينتيان.  يبلغ طول القواعد 69 مترا لكل منها وارتفاعها 45 مترا، وتحيط بها 30 ستوبا صغيرة.  
في عام 1641، قام مبعوث هولندي لشركة الهند الشرقية الهولندية، جيريت فان ويويستوف، بزيارة فينتيان واستقبله الملك سورينا فونغسا في المعبد، حيث ورد أنه تم استقباله في احتفال رائع. وكتب أنه أعجب بشكل خاص «بالهرم الهائل والجزء العلوي المغطى بالورق الذهبي الذي يزن حوالي ألف رطل». ومع ذلك، تم نهب المعبد مرارا من قبل البورميين، والسياميين والصينيين.
فا ذات لوانج تعرض للتدمير وقت الغزو التايلندي عام 1828، مما تركه مدمرًا ومهجورًا. لم يكن حتى عام 1900 أن أعاد الفرنسيون المعبد إلى تصميمه الأصلي بناءً على الرسومات التفصيلية من عام 1867 من قبل المهندس المعماري والمستكشف الفرنسي لويس ديلابورتي. ومع ذلك، كانت المحاولة الأولى لإعادة البناء فاشلة وكان لا بد من إعادة تصميمها ثم إعادة بنائها في ثلاثينيات القرن العشرين.  خلال الحرب الفرنسية التايلاندية، تضرر فا ذات لوانج بشدة خلال غارة جوية تايلاندية. بعد نهاية الحرب العالمية الثانية، أعيد بناء فا ذات لوانج مرة أخرى. 

## أسلوب البناء

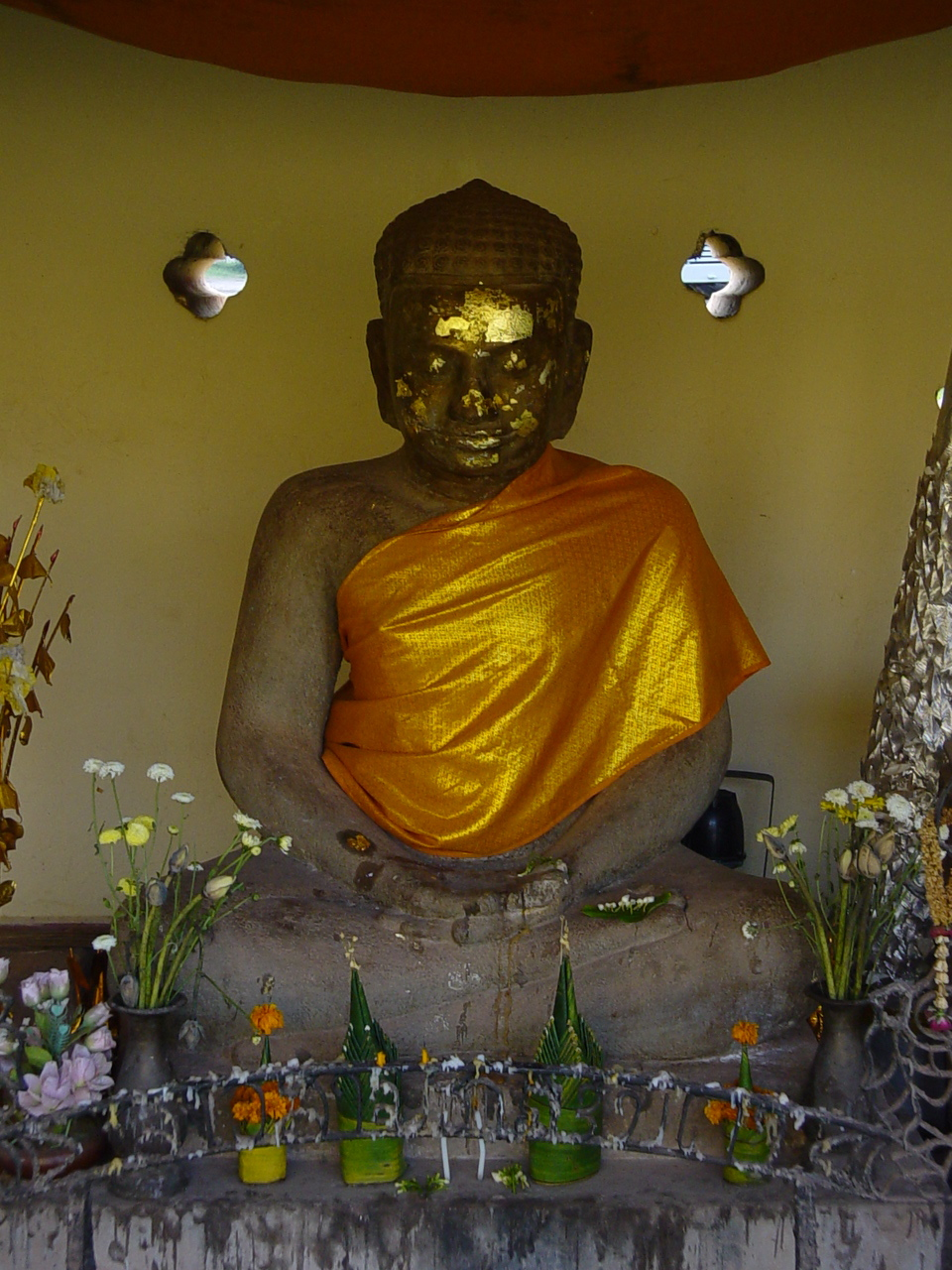
الملك جيافارمان السابع من إمبراطورية الخمير.

تتضمن بنية المبنى العديد من الإشارات إلى ثقافة وهوية شعب لاوس، وبالتالي أصبحت رمزًا لقومية لاوس. 
تتكون الستوبا اليوم من ثلاثة طبقات، كل منها ينقل انعكاسًا لجزء من العقيدة البوذية. الطبقة الأولى 223 قدمًا (67 مترًا) × 226 قدمًا (68 مترًا)؛ والثانية 157 قدمًا (47 مترًا) على طول كل جانب؛ والطبقة الثالثة 98 قدمًا (29 مترًا) على طول كل جانب. من الأرض إلى القمة، يبلغ ارتفاع فا ذات لوانج حوالي 147.6 قدمًا (44 مترًا).  

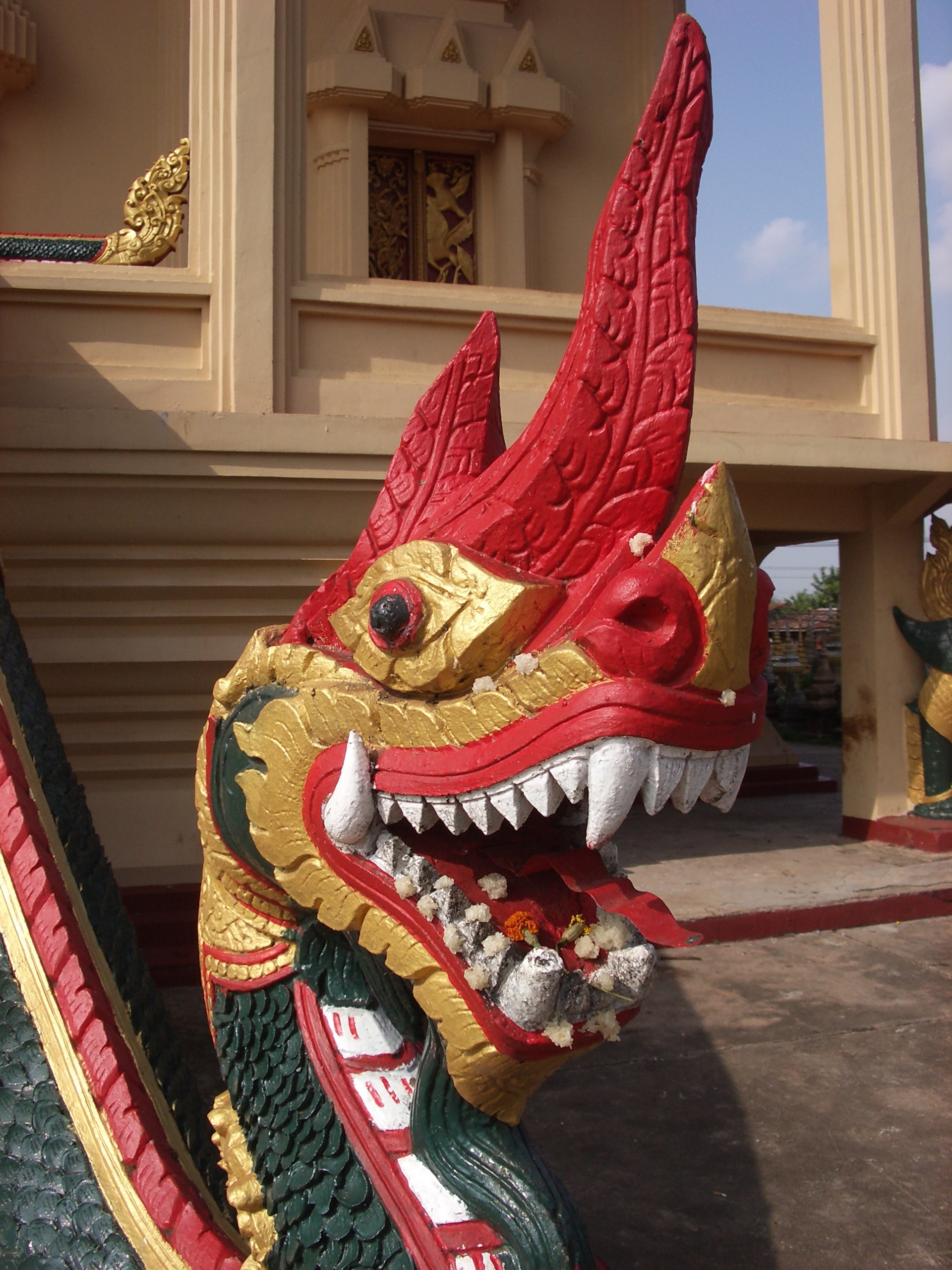

فقط القمة مغطاة بالذهب الحقيقي، أما الباقي فهو مطلي باللون الذهبي. 
المنطقة المحيطة بالمعبد مسورة الآن، لمنع حركة المرور. في السابق كان بإمكان الزوار القيادة حول المجمع بأكمله. يبلغ طول الجدران المحيطة حوالي 279 قدمًا (85 مترًا) على كل جانب وتحتوي على عدد كبير من منحوتات اللاو والخمير.

## معرض صور

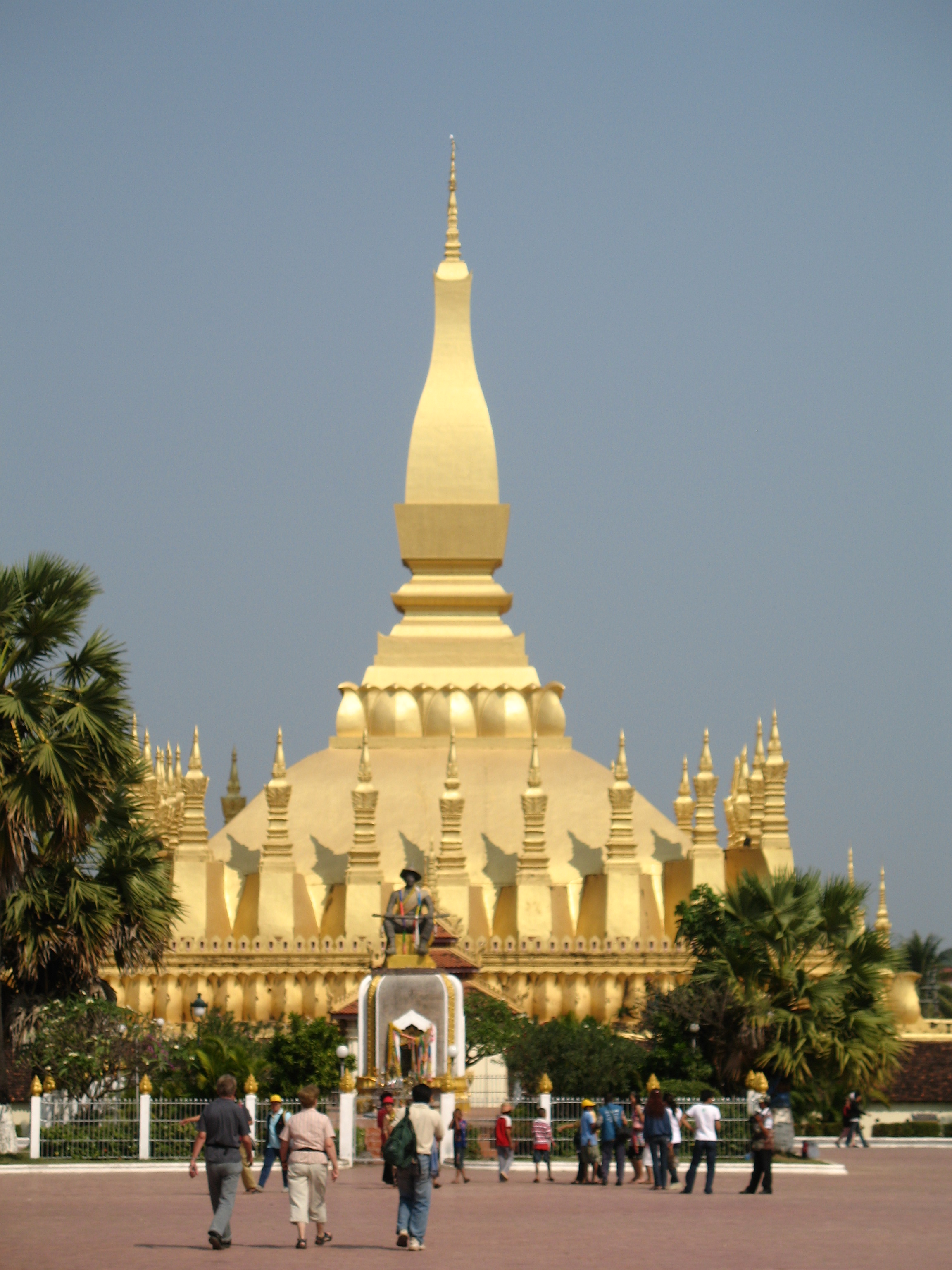
ستوبا فا ذات لوانج
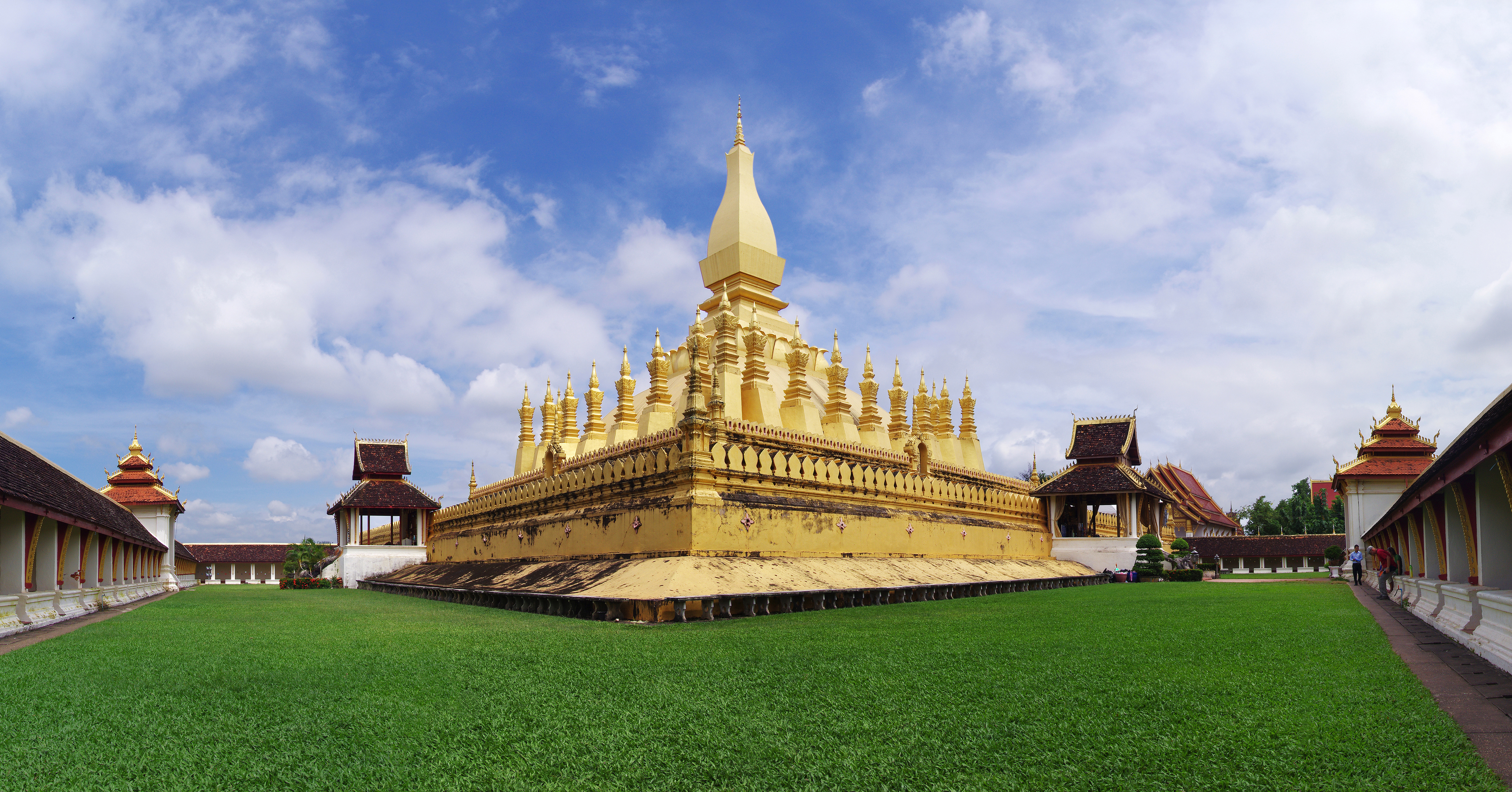
منظر ستوبا داخل المعبد
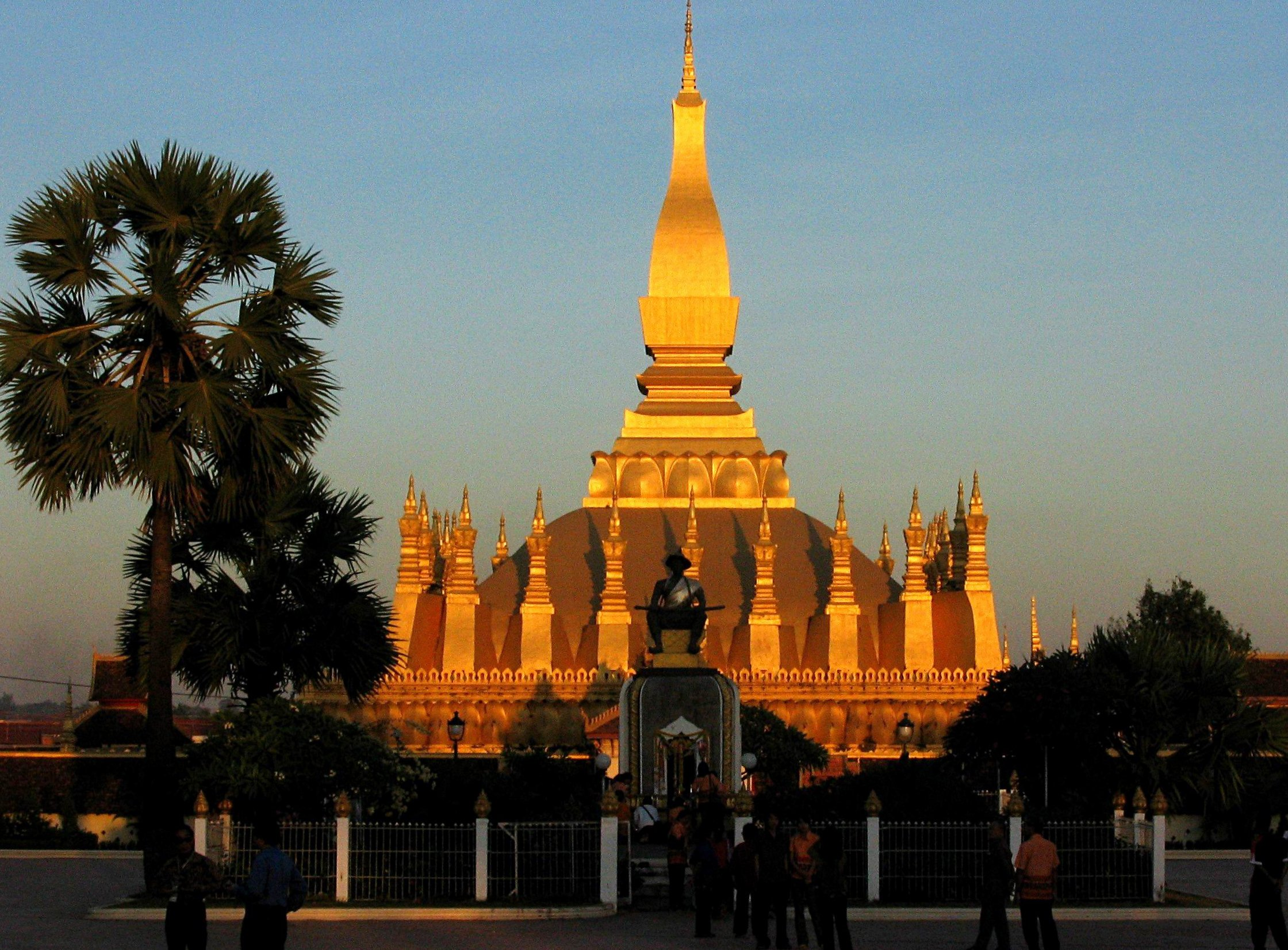
الرمز الوطني للاوس عند غروب الشمس
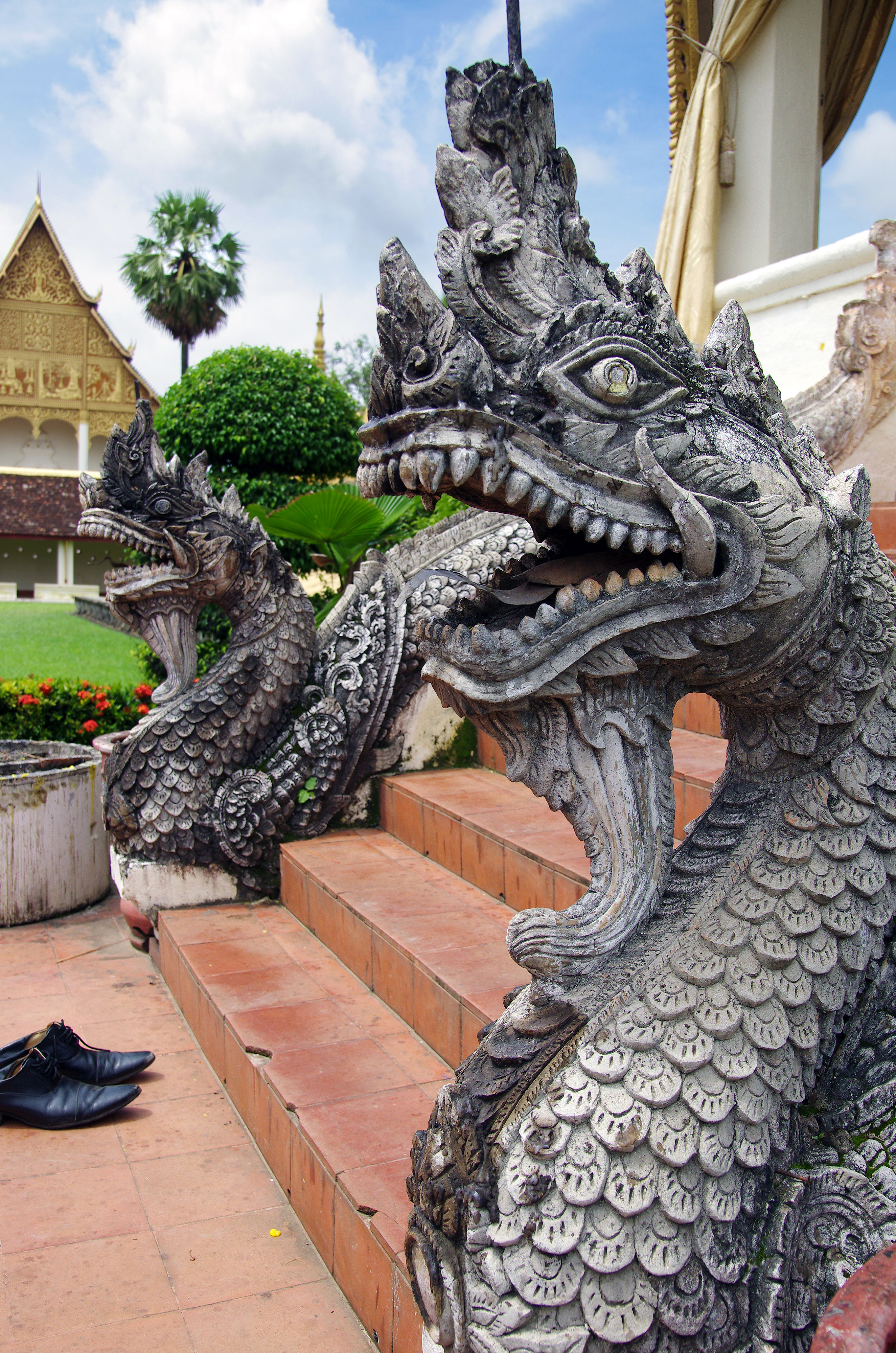
داخل المعبد
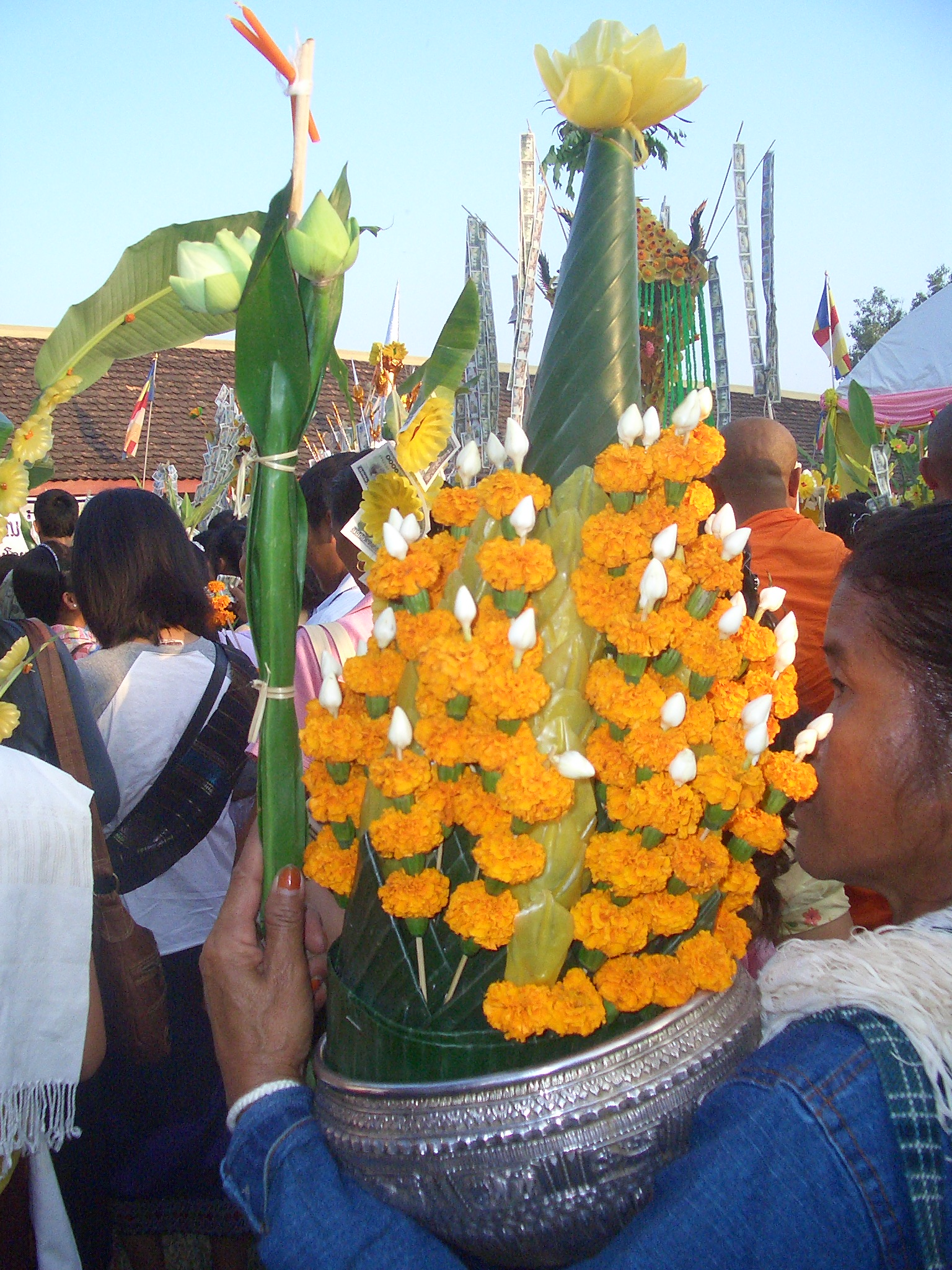
مهرجان ذاتلوانج (2010)
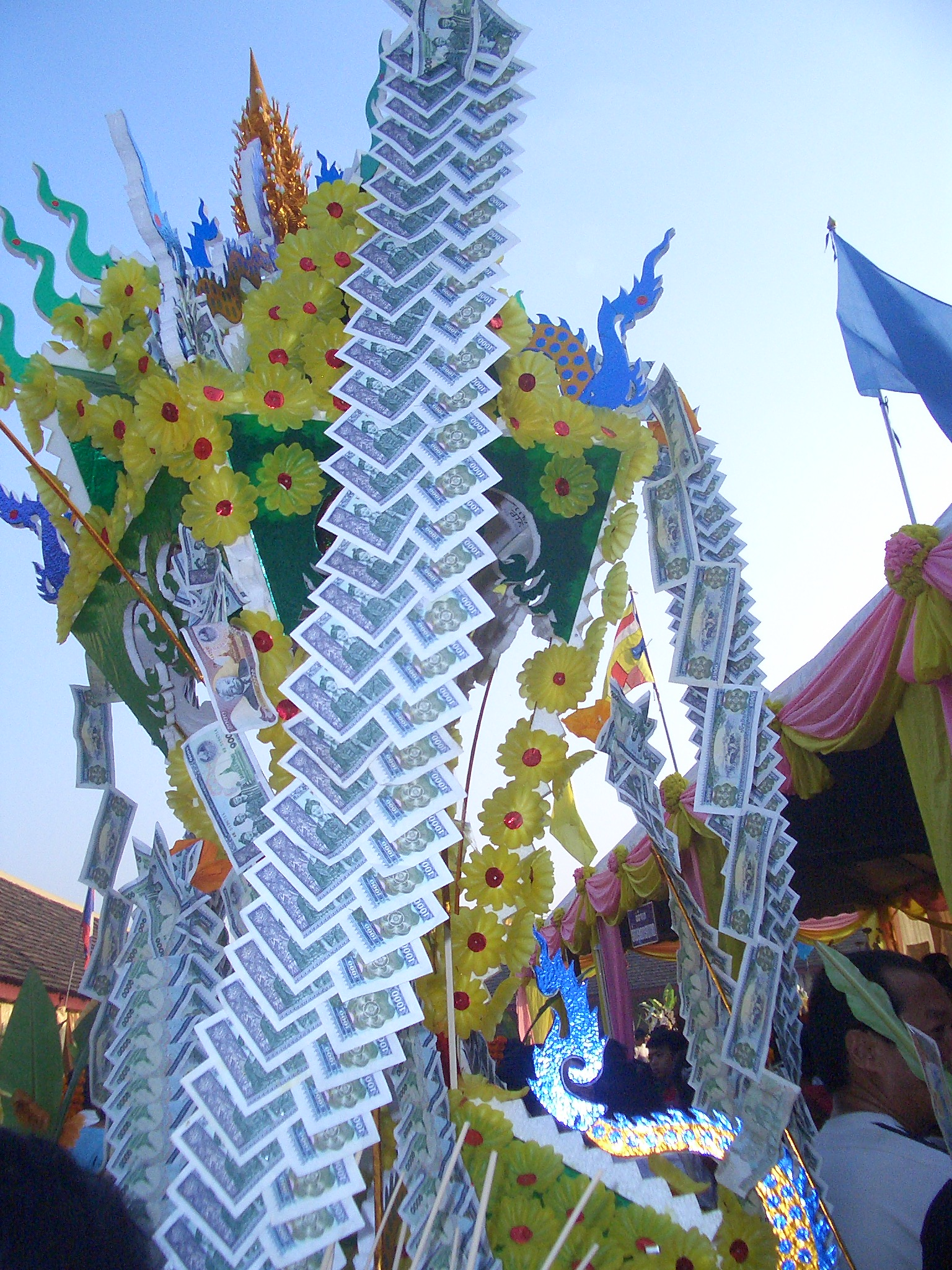
مهرجان ذاتلوانج (2010)
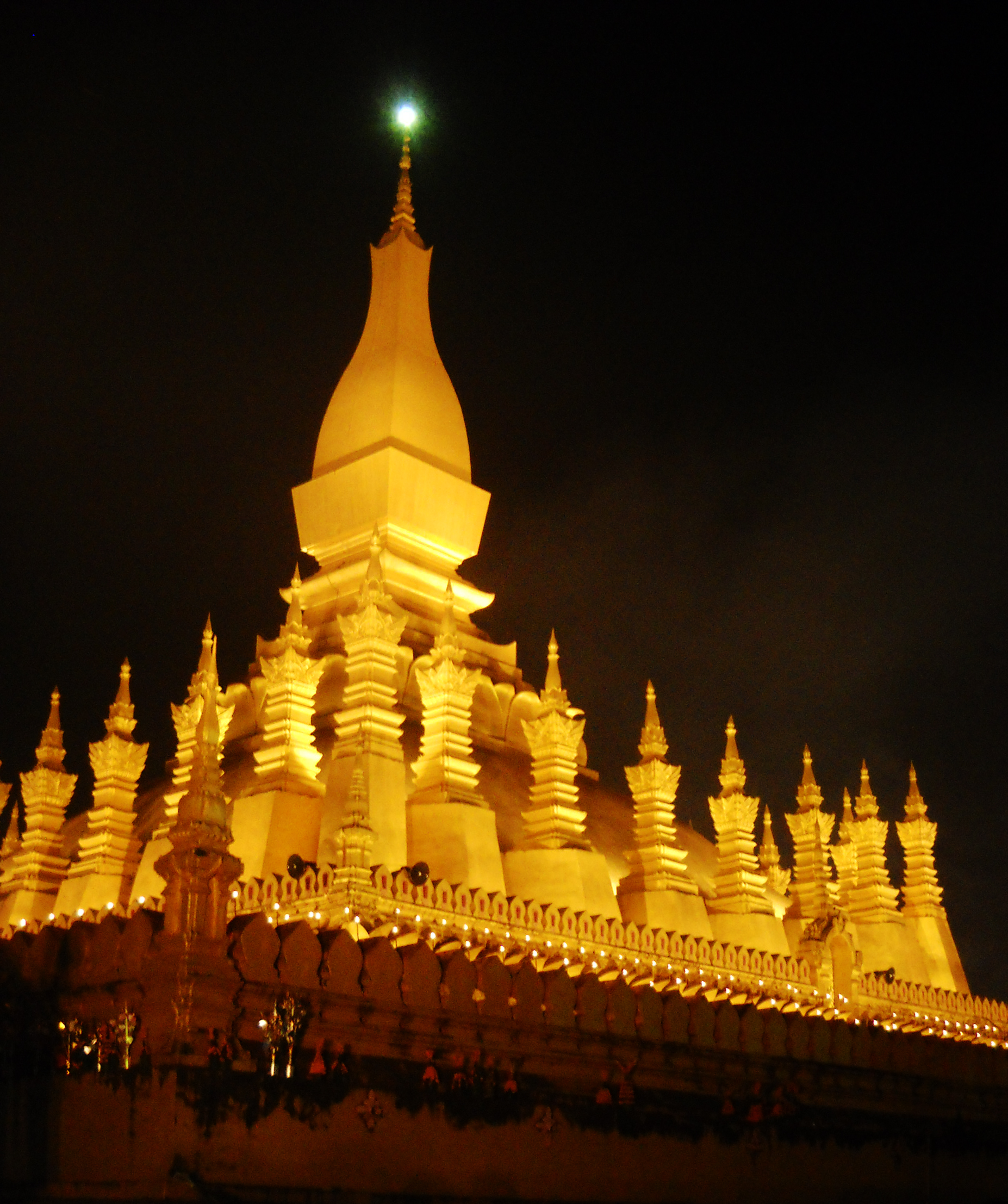
المعبد في الليل
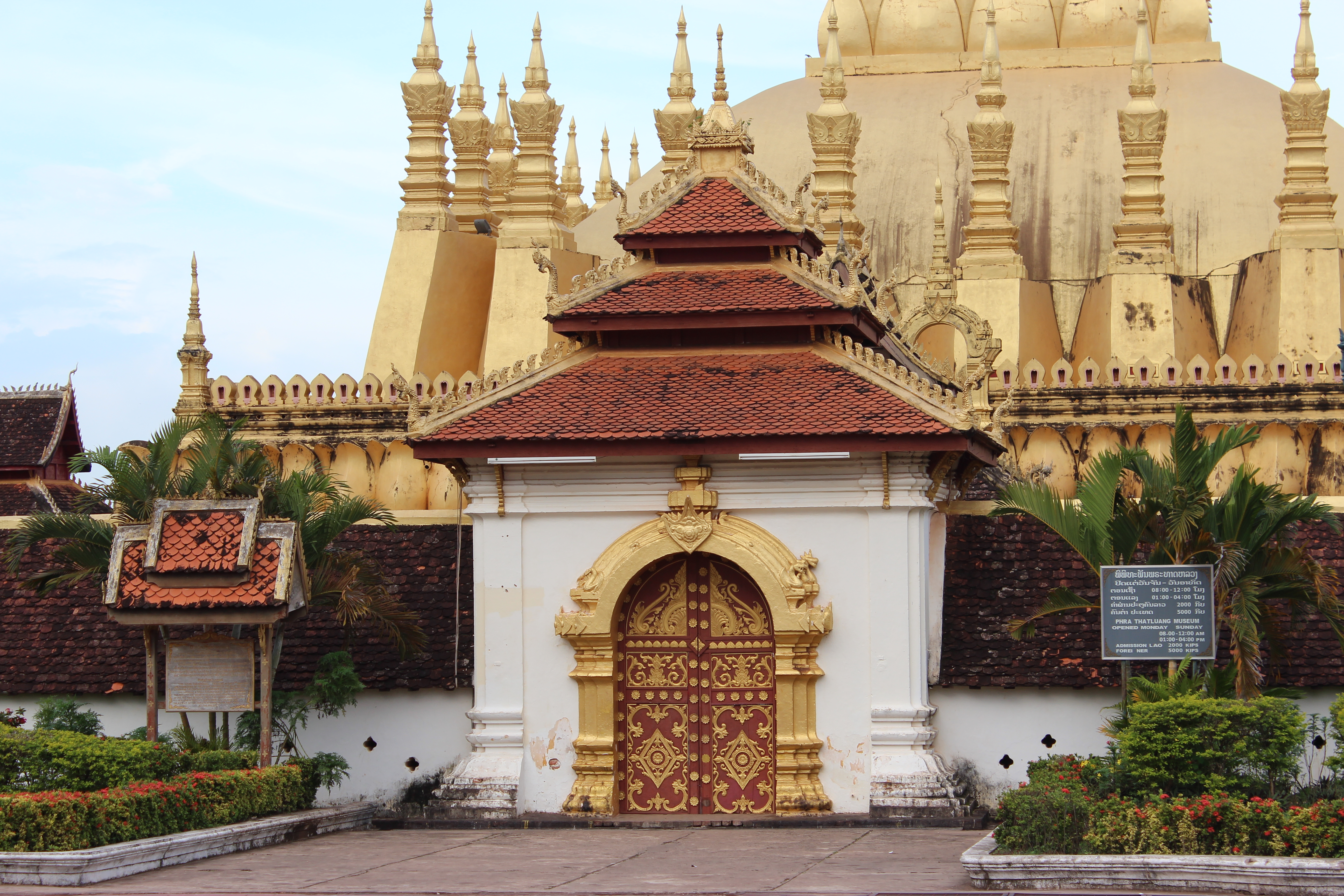
ذات لوانج